# Марија Ћурчић
Марија Ћурчић (Београд, 15. август 1993 — Београд, 11. новембар 2018), позната и као Choccomuffin, била је српска је водитељка и манекенка.
Марија је ћерка водитељке Ан Мари Алвес-Ћурчић и музичара Ђорђа Ћурчића из бенда Дел Арно, са мајчине стране води порекло из ДР Конга.  Маријин деда био је амбасадор из ДР Конга који се оженио Српкињом. Моделингом се бавила од своје 16. године, а већ од 17. године ради на локалном Ем-Ти-Ви каналу, најпре као асистент, а потом и као водитељ и ПР лице фестивала Егзит. Студирала је односе са јавношћу на Универзитету Џон Незбит. Често се појављивала у разним рекламама, спотовима и промоцијама. Појављује се у кратком филму Manus x Machina x Moralia,  као и у музичком споту групе Ху Си за песму Игранка. Три дана пре смрти, снимила је рекламу са Роналдињом, који је тада боравио у Београду. Марија је извршила самоубиство 11. новембра 2018. године у свом стану на Савском венцу. Након Маријине смрти, њена мајка Ан Мари почиње да се бави темом менталног здравља и борбом за превенцију суицида.